# Opalia leeana
Opalia leeana är en snäckart som först beskrevs av Addison Emery Verrill 1883.  Opalia leeana ingår i släktet Opalia och familjen vindeltrappsnäckor. Inga underarter finns listade i Catalogue of Life.